# 鲜州
鲜州，唐朝时设置的州。
武德五年（622年）分饶乐都督府置，初在今河北省滦河上游一带，后侨治营州（州治在今辽宁省朝阳市）境。下领一县：宾从县。万岁通天元年（696年）移治青州（治所在今山东省青州市）境，神龙初移治幽州潞县之古县城（今河北省三河市西南）。五代后晋时废。